# زولی‌فلوداسین
زولی‌فلوداسین (انگلیسی: Zoliflodacin) یک آنتی بیوتیک آزمایشی است که برای درمان عفونت نایسریا گونوره (سوزاک) مورد مطالعه قرار گرفته است. این دارو یک مکانیسم جدید عمل دارد که شامل مهار توپوایزومرازهای باکتریایی نوع II است.

## مکانیسم عمل
زولی‌فلوداسین علیه هر دو نوع باکتری گرم مثبت و منفی فعال است، اما در برابر باکتری‌های گرم منفی فعال‌تر است. این دارو با مهار DNA جیراز، آنزیمی که برای جداسازی DNA باکتری ضروری است، عمل می‌کند و در نتیجه تکثیر سلولی را مهار می‌کند.